# Домброва (Вишковський повіт)
Домброва (пол. Dąbrowa) — село в Польщі, у гміні Жонсьник Вишковського повіту Мазовецького воєводства.
Населення — 531 особа (2011).

## Демографія
Демографічна структура станом на 31 березня 2011 року:
|          | Загалом | Допрацездатний вік | Працездатний вік | Постпрацездатний вік |
| -------- | ------- | ------------------ | ---------------- | -------------------- |
| Чоловіки | 268     | 72                 | 165              | 31                   |
| Жінки    | 263     | 74                 | 132              | 57                   |
| Разом    | 531     | 146                | 297              | 88                   |